# Saint-Nicolas-du-Bosc
Saint-Nicolas-du-Bosc és un municipi francès situat al departament de l'Eure i a la regió de Normandia. L'any 2007 tenia 274 habitants.

## Demografia

### Població
El 2007 la població de fet de Saint-Nicolas-du-Bosc era de 274 persones. Hi havia 106 famílies de les quals 24 eren unipersonals (8 homes vivint sols i 16 dones vivint soles), 45 parelles sense fills, 29 parelles amb fills i 8 famílies monoparentals amb fills.
La població ha evolucionat segons el següent gràfic:
Habitants censats

### Habitatges
El 2007 hi havia 120 habitatges, 108 eren l'habitatge principal de la família, 7 eren segones residències i 5 estaven desocupats. 118 eren cases i 1 era un apartament. Dels 108 habitatges principals, 103 estaven ocupats pels seus propietaris, 4 estaven llogats i ocupats pels llogaters i 1 estava cedit a títol gratuït; 1 tenia una cambra, 3 en tenien dues, 16 en tenien tres, 21 en tenien quatre i 66 en tenien cinc o més. 83 habitatges disposaven pel capbaix d'una plaça de pàrquing. A 40 habitatges hi havia un automòbil i a 64 n'hi havia dos o més.

### Piràmide de població
La piràmide de població per edats i sexe el 2009 era:
| Homes | Edats   | Dones |
| ----- | ------- | ----- |
| 0     | 95 o +  | 0     |
| 0     | 90 a 94 | 0     |
| 0     | 85 a 89 | 4     |
| 0     | 80 a 84 | 0     |
| 0     | 75 a 79 | 4     |
| 0     | 70 a 74 | 0     |
| 12    | 65 a 69 | 4     |
| 0     | 60 a 64 | 4     |
| 4     | 55 a 59 | 8     |
| 16    | 50 a 54 | 12    |
| 8     | 45 a 49 | 8     |
| 16    | 40 a 44 | 28    |
| 0     | 35 a 39 | 4     |
| 8     | 30 a 34 | 4     |
| 12    | 25 a 29 | 8     |
| 8     | 20 a 24 | 0     |
| 24    | 15 a 19 | 8     |
| 12    | 10 a 14 | 16    |
| 0     | 5 a 9   | 0     |
| 0     | 0 a 4   | 4     |

## Economia
El 2007 la població en edat de treballar era de 207 persones, 154 eren actives i 53 eren inactives. De les 154 persones actives 141 estaven ocupades (77 homes i 64 dones) i 13 estaven aturades (6 homes i 7 dones). De les 53 persones inactives 13 estaven jubilades, 18 estaven estudiant i 22 estaven classificades com a «altres inactius».

### Ingressos
El 2009 a Saint-Nicolas-du-Bosc hi havia 114 unitats fiscals que integraven 264 persones, la mediana anual d'ingressos fiscals per persona era de 22.226 €.

### Activitats econòmiques
Dels 10 establiments que hi havia el 2007, 5 eren d'empreses de construcció, 2 d'empreses de comerç i reparació d'automòbils, 1 d'una empresa immobiliària i 2 d'empreses de serveis.
Dels 6 establiments de servei als particulars que hi havia el 2009, 1 era un taller de reparació d'automòbils i de material agrícola, 1 guixaire pintor, 3 fusteries i 1 empresa de construcció.
L'any 2000 a Saint-Nicolas-du-Bosc hi havia 6 explotacions agrícoles que ocupaven un total de 264 hectàrees.

## Poblacions més properes
El següent diagrama mostra les poblacions més properes.